# Тамброни, Фернандо
Фернандо Тамброни (итал. Fernando Tambroni Armaroli; 20 ноября 1901, Асколи-Пичено — 18 февраля 1963, Рим) — итальянский политик и государственный деятель, 37-й премьер-министр Итальянской Республики с 25 марта 1960 года по 26 июля 1960 года.
Родился 20 ноября 1901 года, в городе Асколи-Пичено в регионе Марке.
Политическую карьеру начал членом итальянского Учредительного собрания.
С 1948 по 1958 год был членом палаты депутатов.
С 1953 по 1954 год занимал должность министра торгового флота страны.
С 1955 года — министр внутренних дел Италии.
В правительстве Антонио Сеньи получил портфель министра по экономическим вопросам.
В политике Фернандо Тамброни придерживался правых взглядов. В марте в 1960 года при активной поддержке Итальянского социального движения Тамброни назначен Председателем Совета министров Италии. Однако сформированное им правительство продержалось у власти только четыре месяца. Время его руководства запомнилось прежде всего жестоким разгоном демонстрации итальянских коммунистов и цензурой, которая запретила несколько фильмов, в числе которых оказался и фильм режиссёра Федерико Феллини «Сладкая жизнь».
Скончался 18 февраля 1963 в Риме.